# Periploca graeca
Periploca graeca är en oleanderväxtart som beskrevs av Carl von Linné. Periploca graeca ingår i släktet Periploca och familjen oleanderväxter. Inga underarter finns listade i Catalogue of Life.